# I’m Sorry (Brenda-Lee-Lied)
I’m Sorry, gesungen von Brenda Lee, war 1960 ein Nummer-eins-Hit in den USA. Der Titel wurde komponiert von Ronnie Self, der Text stammt von Dub Allbritten. 

## Die Produktion
Der Komponist von I’m Sorry, der 1938 im US-Staat Missouri geborene Ronnie Self, begann in den 1950er Jahren als Rockabilly-Sänger. 1958 hatte er mit Be Bop-A-Lena seinen einzigen nennenswerten Erfolg, der Titel errang Platz 68 in den Billboard Hot 100. 1959 nahm ihn die Plattenfirma Decca als Komponist unter Vertrag. Mit dem für Brenda Lee geschriebenen Stück Sweet Nothin's hatte er seinen ersten Erfolg als Songschreiber, der Titel erreichte bei Billboard Platz vier. Texter Dub Albritton startete mit I’m Sorry seine Karriere als Textautor und hatte später weitere Erfolge mit Brenda Lee, z. B. Eventually (# 56) und Anybody but Me (# 31). Am 28. März 1960 wurde bei Decca die Single That's All You Gotta Do / I’m Sorry mit der 15-jährigen Brenda Lee unter der Leitung von Owen Bradley produziert. Bradley war bereits seit 1958 Lees Produzent und hatte 1957 Patsy Cline mit Walkin’ After Midnight zum Erfolg geführt. Beim Playback wirkten so bekannte Instrumentalisten wie Floyd Cramer (Klavier) und Bob Moore (Bass) sowie die Anita Kerr Singers mit. Das Decca-Management hatte zunächst gezögert, den Titel I’m Sorry mit Brenda Lee zu veröffentlichen, man fand es unpassend, einen 15-jährigen Teenager über unerfüllte Liebe singen zu lassen (Textpassage: „ich wusste nicht, dass Liebe so grausam sein kann!“). Erst mehrere Monate nach Fertigstellung von Text und Musik entschloss man sich, den Titel als B-Seite herauszubringen. Bis dahin hatte sich die 1944 in Atlanta geborene Brenda Lee bereits als Kinder- und Teeniestar einen Namen gemacht. Während sie bisher eher rockige Titel wie Jambalaya oder Dynamite gesungen hatte, war I’m Sorry ihr erster romantischer Titel. Am 16. Mai 1960 veröffentlichte Decca That's All You Gotta Do / I’m Sorry unter der Katalog-Nummer 31093.

## Erfolge
Bereits zwei Wochen nach dem Erscheinen fand I’m Sorry auf Platz 76 Eingang in die Billboard Hot 100. Am 18. Juli 1960 stand der Titel auf Platz 1 und behauptete sich dort drei Wochen. Insgesamt konnte sich I’m Sorry 23 Wochen lang in den Hot 100 behaupten. In den US-Rhythm-and-Blues-Charts erreichte der Titel als höchste Notierung den 4. Rang. Auch in anderen englischsprachigen Ländern eroberte I’m Sorry die Hitlisten. In Großbritannien erschien der Titel auf Brunswick 5833, wurde am 2. Juli 1960 erstmals bei New Musical Express notiert, erreichte als beste Platzierung den 10 Rang und blieb 13 Wochen lang in den Charts. Des Weiteren fand sich I’m Sorry unter anderem in den Hitparaden von Australien (6. Platz), Kanada (7.) und Neuseeland (1.) wieder. Brenda Lees I’m Sorry entwickelte sich später zu einem Evergreen und ging in die Fachwelt als frühes Beispiel für den so genannten Nashville Sound ein. 1999 wurde der Titel in die Grammy Hall of Fame Award aufgenommen.

## Deutschland
In Deutschland wurde I’m Sorry im August 1960 von Brunswick unter der Katalog-Nummer 12 220 auf den Markt gebracht. Der Musikmarkt notierte den Titel erstmals 10. September 1960 unter den Top 50. Seinen Spitzenwert erreichte er jedoch nur mit Platz 25, verblieb aber 20 Wochen lang in den Hitlisten. 
Im Oktober 1960 brachte die Plattenfirma Electrola unter der Nummer 21662 mit der 14-jährigen dänischen Sängerin Gitte mit demselben Titel eine deutschsprachige Version von I’m Sorry heraus. Den deutschen Text lieferte Lambert Fleming, als Produzent war Nils Nobach verantwortlich, der unter anderem schon mit Teeny-Star Conny erfolgreich gewesen war. Gittes I’m Sorry war jedoch kein Erfolg beschieden, die Platte blieb weitgehend unbeachtet. 